# خوان مانويل فونيس
خوان مانويل فونيس (بالإسبانية: Juan Manuel Funes)‏ هو لاعب كرة قدم غواتيمالي في مركز الوسط، ولد في 16 مايو 1966 في مدينة غواتيمالا في غواتيمالا. شارك مع منتخب غواتيمالا لكرة القدم. أما مع النوادي، فقد لعب مع ميونيسيبال ونادي أورورا ونادي كوميونيكيشنس.

## وصلات خارجية
- خوان مانويل فونيس على موقع الاتحاد الدولي (مؤرشف)  (الإنجليزية)
- خوان مانويل فونيس على موقع قاعدة بيانات كرة القدم.إي يو (الإنجليزية)
- خوان مانويل فونيس على موقع ناشيونال فوتبول تيمز (الإنجليزية)
- خوان مانويل فونيس على موقع أوليمبيديا (الإنجليزية)